# Txúievo
Txúievo - Чуево (rus) - és un poble de l'óblast de Bélgorod, a Rússia. El 2016 tenia 987 habitants. Pertany al districte (raion) de Gubkin.